# Enchanté
「Enchanté」（アンシャンテ）は、LAMP IN TERRENの6作目の配信限定シングル。2020年5月22日にA-Sketchから配信された。

## 解説
前作「ほむらの果て」から約半年ぶりとなる配信限定シングル。
「Enchanté」は、「あなたに出会えて、とても嬉しい」「初めまして。よろしくお願いします」という意味がこもったフランス語の出会いの挨拶。松本大が作詞・作曲に加え、自らジャケット写真の撮影も手がけている。

## 収録曲
作詞・作曲∶松本大
1. Enchanté [4:19]